# Порт Санилак (Мичиген)
Порт Санилак (енгл. Port Sanilac) град је у америчкој савезној држави Мичиген.

## Демографија
По попису из 2010. године број становника је 623, што је 35 (-5,3%) становника мање него 2000. године.
| Група             | 2000.       | 2010.       |
| Белци             | 631 (95,9%) | 592 (95,0%) |
| Афроамериканци    | 0 (0,0%)    | 1 (0,2%)    |
| Азијати           | 1 (0,2%)    | 2 (0,3%)    |
| Хиспаноамериканци | 14 (2,1%)   | 14 (2,2%)   |
| Укупно            | 658         | 623         |